# Les Andelys
Les Andelys är en kommun i departementet Eure i regionen Normandie i norra Frankrike. Kommunen ligger i Normandie vid Seine, en bit uppströms från Rouen. År 2022 hade Les Andelys 7 822 invånare.
Vintern 852-853 övervintrade här Godfred Haraldsson på en ö i Seine, belägrad av Karl den skallige.

## Befolkningsutveckling
Antalet invånare i kommunen Les Andelys
Referens:INSEE